# Boreohydra simplex
Boreohydra simplex är en nässeldjursart som beskrevs av Westblad 1937. Boreohydra simplex ingår i släktet Boreohydra och familjen Boreohydridae. Arten är reproducerande i Sverige. Inga underarter finns listade i Catalogue of Life.